# Eptathlon maschile
L'eptathlon maschile è una specialità dell'atletica leggera che contempla 7 gare di altrettante discipline diverse. Fa parte delle prove multiple e si disputa esclusivamente indoor; è inserita nei programmi di tutte le competizioni internazionali di atletica leggera al coperto.

## Caratteristiche
La gara si svolge in due giornate consecutive, quattro prove nella prima giornata e tre nella seconda e conclusiva. Ad ogni prestazione ottenuta è associato un punteggio, secondo delle tabelle dette tabelle ungheresi. Al termine delle sette prove la somma dei risultati determina l'atleta vincente.
La gara corrispondente all'aperto, anch'essa inserita nei programmi delle varie competizioni internazionali, è il decathlon, che invece si compone di 10 prove.

### Programma delle gare
Nella prima giornata si svolgono:
- 60 metri piani,
- salto in lungo,
- getto del peso,
- salto in alto.

Nella seconda: 
- 60 metri ostacoli,
- salto con l'asta,
- 1000 metri piani.

## Tabella punteggi

### Tabella in vigore
La tabella in vigore per il calcolo dei punteggi dell'eptathlon maschile indoor si serve di tre formule:
- Punteggio = a • (b - T) c - per le corse
- Punteggio = a • (M - b) c - per i salti
- Punteggio = a • (D - b) c - per i lanci

Dove T è il tempo (espresso in secondi/centesimi) stabilito dall'atleta, M è la misura (espressa in centimetri), D è la distanza (espressa in metri) ed i coefficienti a, b e c sono i seguenti per ogni prova:
| Specialità    | Unità di misura | a       | b      | c    |
| ------------- | --------------- | ------- | ------ | ---- |
| 60 m piani    | Secondi         | 58,0150 | 11,50  | 1,81 |
| 60 m ostacoli | Secondi         | 20,5173 | 15,50  | 1,92 |
| 1000 m piani  | Secondi         | 0,08713 | 305,50 | 1,85 |

più i parametri delle rimanenti specialità tratte dalle tabelle del decathlon
| Specialità       | Unità di misura | A       | B      | C    |
| ---------------- | --------------- | ------- | ------ | ---- |
| Salto in lungo   | Centimetri      | 0,14354 | 220,00 | 1,40 |
| Getto del peso   | Metri           | 51,39   | 1,50   | 1,05 |
| Salto in alto    | Centimetri      | 0,8465  | 75,00  | 1,42 |
| Salto con l'asta | Centimetri      | 0,2797  | 100,00 | 1,35 |

## Record

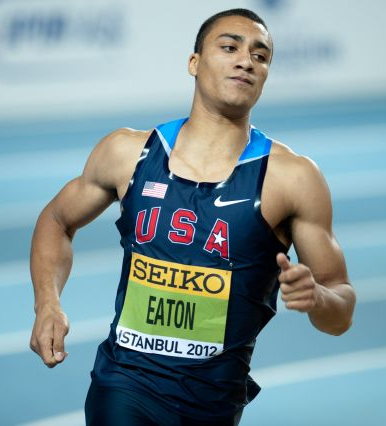
Ashton Eaton, primatista mondiale dell'eptathlon indoor

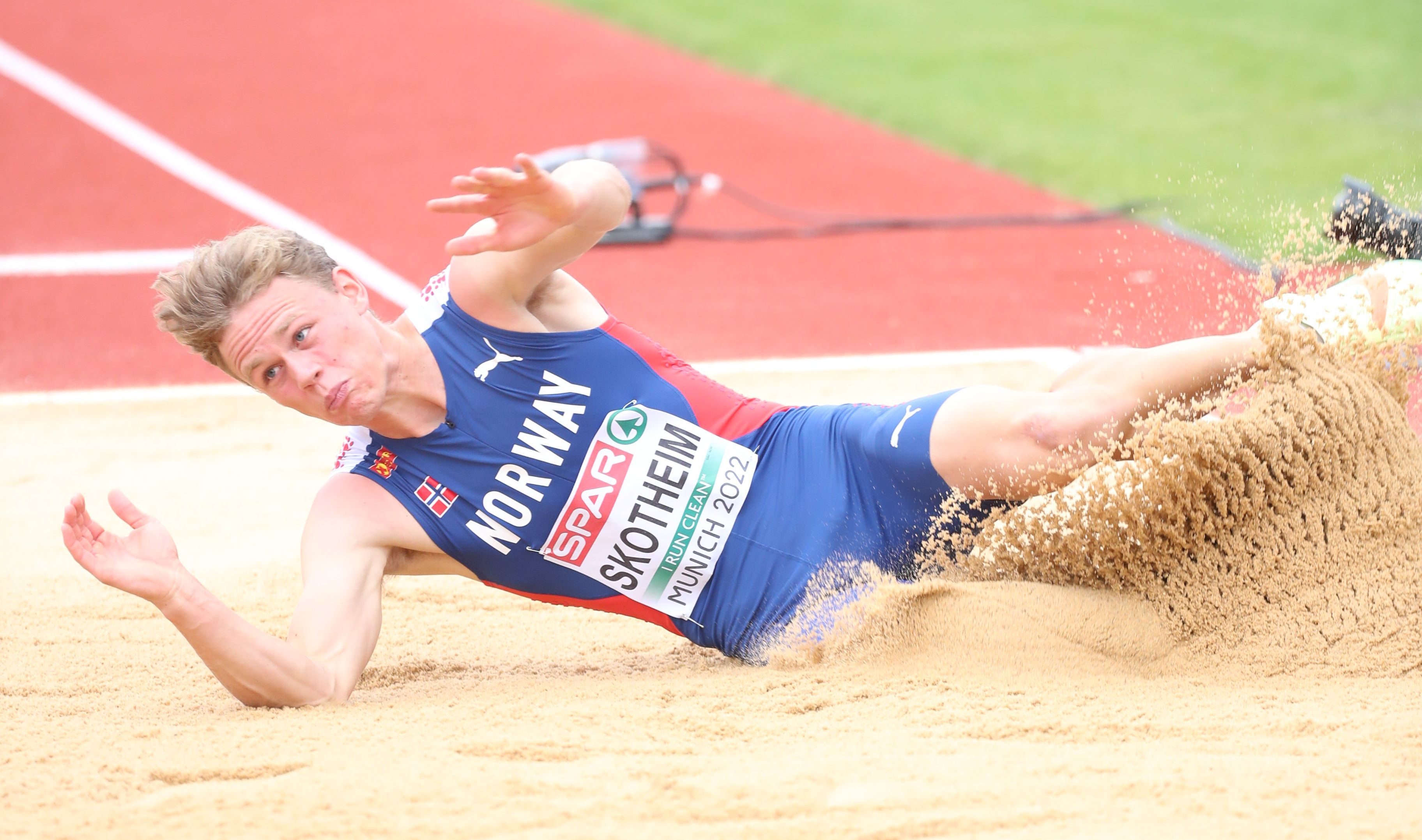
Sander Skotheim, terzo miglior atleta di sempre nella specialità e primatista europeo

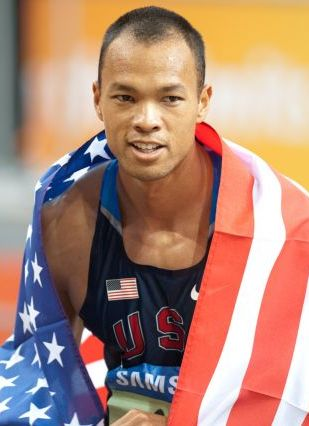
Bryan Clay, vincitore nel 2008 e 2010 del titolo mondiale indoor

Statistiche aggiornate al 9 marzo 2025.
|                             | Punti | Atleta             | Luogo        | Data             |
| --------------------------- | ----- | ------------------ | ------------ | ---------------- |
| Record mondiale             | 6 645 | Ashton Eaton       | Istanbul     | 10 marzo 2012    |
| Record africano             | 5 911 | Larbi Bourrada     | Parigi       | 28 febbraio 2010 |
| Record asiatico             | 6 229 | Dmitrij Karpov     | Tallinn      | 16 febbraio 2008 |
| Record europeo              | 6 558 | Sander Skotheim    | Apeldoorn    | 8 marzo 2025     |
| Record nord-centroamericano | 6 645 | Ashton Eaton       | Istanbul     | 10 marzo 2012    |
| Record oceaniano            | 6 344 | Ashley Moloney     | Belgrado     | 19 marzo 2022    |
| Record sudamericano         | 5 951 | Gonzalo Barroilhet | Fayetteville | 15 marzo 2008    |
| Record sudamericano         | 5 951 | Carlos Chinin      | Tallinn      | 8 febbraio 2014  |

Legenda:
: record mondiale
: record africano
: record asiatico
: record europeo
: record nord-centroamericano e caraibico
: record oceaniano
: record sudamericano

## Migliori atleti
Statistiche aggiornate al 23 marzo 2025.
|     | Punti | Atleta              | Luogo       | Data             |
| --- | ----- | ------------------- | ----------- | ---------------- |
| 1.  | 6 645 | Ashton Eaton        | Istanbul    | 9-10 marzo 2012  |
| 2.  | 6 639 | Kyle Garland        | Albuquerque | 10-11 marzo 2023 |
| 3.  | 6 558 | Sander Skotheim     | Apeldoorn   | 7-8 marzo 2025   |
| 4.  | 6 518 | Ayden Owens-Delerme | Albuquerque | 10-11 marzo 2023 |
| 5.  | 6 506 | Simon Ehammer       | Apeldoorn   | 7-8 marzo 2025   |
| 6.  | 6 489 | Damian Warner       | Belgrado    | 17-18 marzo 2022 |
| 7.  | 6 479 | Kevin Mayer         | Belgrado    | 4-5 marzo 2017   |
| 8.  | 6 476 | Dan O'Brien         | Toronto     | 13-14 marzo 1993 |
| 9.  | 6 438 | Roman Šebrle        | Budapest    | 6-7 marzo 2004   |
| 10. | 6 437 | Johannes Erm        | Nanchino    | 22-23 marzo 2025 |

## Vincitori nelle competizioni internazionali

### Mondiali indoor
| Sede e anno       | Vincitore         |
| ----------------- | ----------------- |
| Toronto 1993      | Dan O'Brien       |
| Barcellona 1995   | Christian Plaziat |
| Parigi-Bercy 1997 | Robert Změlík     |
| Maebashi 1999     | Sebastian Chmara  |
| Lisbona 2001      | Roman Šebrle      |
| Birmingham 2003   | Tom Pappas        |
| Budapest 2004     | Roman Šebrle      |
| Mosca 2006        | André Niklaus     |
| Valencia 2008     | Bryan Clay        |
| Doha 2010         | Bryan Clay        |
| Istanbul 2012     | Ashton Eaton      |
| Sopot 2014        | Ashton Eaton      |
| Portland 2016     | Ashton Eaton      |
| Birmingham 2018   | Kévin Mayer       |
| Belgrado 2022     | Damian Warner     |
| Glasgow 2024      | Simon Ehammer     |
| Nanchino 2025     | Sander Skotheim   |